# Parco nazionale Phnom Kulen
Il parco nazionale Phnom Kulen è un parco nazionale situato in Cambogia, nel massiccio montuoso del Phnom Kulen nella provincia di Siem Reap, a circa 48 km da Siem Reap e a circa 25 km da Prasat Banteay Srey.

## Descrizione
Il parco è stato istituito nel 1993 e si estende per 373,76 km². Il nome ufficiale del parco in lingua Khmer è Preah Cheyvaraman-Norodom Phnom Kulen (in Khmer: ឧទ្យានជាតិព្រះជ័យវរ្ម័ន-នរោត្តម ភ្នំគូលែន).
Durante l'era di Angkor il rilievo era noto come Mahendraparvata (la montagna della Grande Indra) ed era il luogo in cui Jayavarman II si era proclamato chakravartin (Re dei Re), atto che viene considerato il momento fondante dell'Impero Khmer.
Il parco è molto interessante da visitare per le sue caratteristiche naturali e i luoghi storici al suo interno.
- Chup Preah (Khmer: ជប់ព្រះ) è una valle nella quale si trovano diverse statue risalenti al XVI secolo.
- Il sito archeologico di Kbal Spean, noto anche come la "Valle dei mille linga" per le molte figure di Yoni e Linga scolpite nelle rocce del letto del fiume e sulle sponde e che sono essere completamente esposte quando il fiume si prosciuga nella stagione secca.
- Preah Ang Thom (Khmer: ព្រះអង្គ ធំ) è una statua alta 8 metri scolpita in un enorme masso di arenaria e che rappresenta il Buddha sdraiato che raggiunge il nirvana.